# Sukman Ibn Artuk
Sukman Ibn Artuk (ur. ?, zm. 1105 w Palmyrze) – władca z dynastii Artukidów.
Był synem Artuka (zm. 1091), namiestnika Jerozolimy z nadania Tutusza (1079–1095). Po śmierci ojca namiestnictwo przejął brat Sukmana, Ilghazi (zm. 1122), ten zaś opanował miasto Sarudż (dzis. Suruç), które uczynił ośrodkiem swoich działań. Kiedy po śmierci Tutusza wybuchła wojna pomiędzy jego synami, Ridwanem (1095–1113) i Dukakiem (1095–1104), Sukman opowiedział się po stronie tego pierwszego, podczas gdy Ilghazi początkowo popierał Dukaka. W nagrodę za pomoc w walkach Ridwan oddał we władanie Sukmana miasto Ma’arrat an-Numan. Kiedy w roku 1096 Dukak pokłócił się z Ilghazim i uwięził go, Sukman wykorzystał to do zajęcia Jerozolimy. W następnym roku Ilghazi powrócił jednak do Jerozolimy, a Sukman wraz z jego synem walczył po stronie Ridwana przeciwko Dukakowi i sprzymierzonemu z nim namiestnikowi Antiochii, Jaghi Sijanowi. Ten ostatni przeszedł na stronę Ridwana kiedy ten zerwał ze swoim atabegiem Dżanahem ad-Daulą. Po tej zmianie sojuszów Dżanah ad-Daula zajął Ma’arrat an-Numan. Z kolei Ridwan, Jaghi Sijan i Sukman zamierzyli atak na należące odpowiednio do Dżanaha ad-Dauli i Dukaka Hims i Damaszek. W tym momencie dotarły jednak do nich informacje o nadciąganiu wojsk I wyprawy krzyżowej i mimo protestów Sukmana operacja została odwołana. W roku 1098 Sukman brał udział w nieudanych próbach uwolnienia Antiochii od oblężenia krzyżowców podejmowanych przez Ridwana i Kurbughę (zm. 1102), następnie zaś udał się do Jerozolimy, aby razem z Ilghazim bronić jej przed atakiem armii wezyra Fatymidów Al-Afdala. Jednak miasto padło po ponad czterdziestodniowym oblężeniu 26 sierpnia 1098 roku, braciom zaś pozwolono odejść.
Sukman udał się wtedy w kierunku Ruhy (dzis. Şanlıurfa), którą jednak zajęli już krzyżowcy. Ten sam los spotkał także Sarudż. W roku 1101 Sukman próbował odbić to miasto, został jednak pokonany przez hrabiego Edessy Baldwina II (1100–1118). Kiedy w roku 1102 zmarł Kurbugha namiestnictwo Mosulu przejął po nim Dżikirmisz. W konflikt z nim wszedł jednak dotychczasowy podwładny Kurbughi, namiestnik Hisn Kajfy (dzis. Hasankeyf w Turcji) Musa al-Turkmani. Jego wojska przeszły na stronę Dżikirmisza i poszukując pomocy Sukmana oddał mu on Hisn Kajfę. Po tym jak w grudniu tego roku Barkijaruk (1092–1104) powołał na dotychczas zajmowane przez Ilghaziego namiestnictwo Bagdadu Kumusztakina al-Kajsariego, Sukman pomógł swojemu bratu w pokonaniu tego przeciwnika. W obliczu zagrożenia zajęciem przez krzyżowców Harranu dotychczas walczący ze sobą Sukman i Dżikirmisz połączyli swe siły i 7 maja 1104 roku pokonali wojska Hrabstwa Edessy i Księstwa Antiochii w bitwie pod tym miastem. Baldwin II i Joscelin z Courtenay dostali się do niewoli Sukmana, jednak następnego dnia Dżikirmisz napadł na jego namiot i uprowadził Baldwina. W ten sposób krótkotrwały sojusz Dżikirmisza i Sukmana rozpadł się, ten jednak powściągnął swoje pałające żądzą odwetu wojska i nie zaatakował namiestnika Mosulu. W tym samym roku Sukman odziedziczył po swoim kuzynie Mardin. W roku 1105 Sukman odpowiedział na wezwanie o pomoc emira Trypolisu Fachr al-Mulka i wyruszył przeciwko oblegającej miasto armii krzyżowców, zmarł jednak nagle w Palmyrze, prawdopodobnie otruty na zlecenie obawiającego się wzrostu jego wpływów władcy Damaszku, atabega Tughtakina (1104–1128).